# Jiří Vaněk
Jiří Vaněk (ur. 24 kwietnia 1978 w Domažlicach) – czeski tenisista, olimpijczyk.

## Kariera tenisowa
Karierę zawodową Vaněk rozpoczął w 1995 roku, a zakończył w 2011 roku.
W grze pojedynczej wygrał 11 turniejów rangi ATP Challenger Tour.
W grze podwójnej Czech wygrał 1 zawody kategorii ATP Challenger Tour. W 2005 roku osiągnął finał z cyklu ATP World Tour w Acapulco, gdzie tworzył parę z Tomášem Zíbem.
W 2000 roku uczestniczył w igrzyskach olimpijskich w Sydney. Z zawodów singlowych odpadł w 2 rundzie po porażce z Maksem Mirnym. W 2008 roku zagrał na igrzyskach olimpijskich w Pekinie, z których został wyeliminowany w 1 rundzie przez Michaiła Jużnego.
W rankingu gry pojedynczej Vaněk najwyżej był na 74. miejscu (16 października 2000), a w klasyfikacji gry podwójnej na 94. pozycji (6 lutego 2006).

### Finały w turniejach ATP World Tour
| Legenda                                      |
| -------------------------------------------- |
| Wielki Szlem                                 |
| Igrzyska olimpijskie                         |
| Tennis Masters Cup / ATP Finals              |
| ATP Masters Series / ATP Tour Masters 1000   |
| ATP International Series Gold / ATP Tour 500 |
| ATP International Series / ATP Tour 250      |

#### Gra podwójna (0–1)
| Końcowy wynik | Nr | Data           | Turniej  | Nawierzchnia | Partner   | Przeciwnicy                   | Wynik finału  |
| ------------- | -- | -------------- | -------- | ------------ | --------- | ----------------------------- | ------------- |
| Finalista     | 1. | 27 lutego 2005 | Acapulco | Ceglana      | Tomáš Zíb | David Ferrer Santiago Ventura | 6:4, 1:6, 4:6 |